# Roger Plin
Roger Plin, né le 19 mai 1918 à Fontenay-Trésigny dans la Brie et mort le 1er novembre 1985 dans son atelier de Dammartin-sur-Tigeaux, est un sculpteur, dessinateur, graveur, céramiste, enseignant français.

## Biographie
Roger Plin naît en 1918 à Fontenay-Trésigny dans la Brie. Il passe son enfance entre Marles et Verdelot. Très jeune, il dessine. Son père est receveur des postes à Marles-en-Brie, et la famille habite au-dessus du bureau de la poste.
À l’âge de quatorze ans (1932), il obtient de ses parents de suivre les cours dans les ateliers de bronziers de l'École Boulle à Paris, qui stimulent sa vocation. Suivra, de 1937 à 1938, l'École Supérieure des Arts Décoratifs, à Paris avant d’entrer dans l’atelier de sculpture Jean Boucher à l’École des beaux-arts de Paris dont il suit les cours de 1938 à 1940. De 1942 à 1944, il étudie à l'École Nationale de L'Enseignement Technique, à Paris puis au Conservatoire national des arts et métiers, à Paris. On le retrouve régulièrement aux ateliers libres à Montparnasse, à la Grande Chaumière. Roger Plin y fréquente notamment l’atelier d’Auricoste et Zadkine et l'atelier de céramique Talbautier-Martin, où il apprend la technique du tour, la céramique et les émaux. 
En 1944, à l'École des Arts Appliqués à l’Industrie, une rencontre déterminante l’attend. Il y fait la connaissance de Jacques Zwobada, sculpteur, dessinateur, (1900-1967). Roger Plin rejoint deux ans plus tard son atelier à l'Académie Julian, rue de Berri. Ce dernier lui prodigue des conseils et lui transmet des connaissances qui lui viennent du sculpteur Charles Malfray (1887-1940) ; lui-même en a hérité du sculpteur Charles Despiau (1874-1946)...
Roger Plin se remet totalement en question, tant en dessin qu’en sculpture.
En 1945, Roger Plin loue un atelier au 29 rue des Boulets à Paris ; il y travaille la céramique; il y possède un four. Il réalise pendant cette période de très nombreuses céramiques émaillées aux thèmes variés, qu'il commercialise. En dessin, il pratique activement l'étude de nu dans les diverses académies qu'il fréquente.
En 1946, il se marie avec Lucienne Duchaussoy et l’année suivante naît son fils Frédéric.
En 1951, il est nommé Professeur à l'École des Arts Appliqués à l’Industrie de la rue Dupetit-Thouars à Paris. Jusqu’en 1968, il est en contact étroit avec Zwobada notamment lors de sorties pour l'étude des animaux au zoo de Vincennes, et au Jardin des Plantes de Paris. Il enseigne à de très nombreux élèves qui entreront à l'École des beaux-arts de Paris et se sont fait, à présent, un nom dans le monde de l’art.
En 1957, il installe son nouvel atelier, dans un ancien garage automobile, à Dammartin-sur-Tigeaux dans la Brie qu'il ne quitte que pour aller enseigner le dessin à l'École des beaux-arts de Paris à l'atelier de dessin-composition au Cours YVON où il est nommé chef d’atelier en 1968. Une fonction qu’il occupera jusqu’en 1983. Il a comme collègues : Étienne-Martin, Bertholle... Pendant ces quatorze années, il forme un très grand nombre d’élèves qui rendent tous hommage à son très grand talent d’artiste, et à son don totalement hors normes pour la transmission de son savoir et l’émulation de ses disciples ; intransigeant sans être décourageant, il sut toujours les guider, peintres ou sculpteurs, sans perdre le fil de leur évolution.
À la pratique de la terre cuite s’ajoutent désormais la taille du bois, de la pierre, le travail du plâtre, la ciselure de ses bronzes.
En quelques années son évolution est fulgurante, tant en dessin qu'en sculpture. Son art s'amplifie et ses thèmes se varient encore davantage. Son intérêt pour l'histoire du dessin et celle de la sculpture ainsi que sa fréquentation de hautes personnalités (Bachelard, Francastel…) de l'art n'y sont pas étrangers. Sa filiation avec la période contemporaine est évidente, même s'il y a prégnance de périodes artistiques beaucoup plus anciennes dans ses goûts : baroque, romane, grecque archaïque, assyrienne, préhistorique...
Dès 1963, débute une très grande série de médailles coulées, qu'il cisèle lui-même.
Dès 1976, sa passion pour la musique classique ainsi que sa fréquentation assidue des musiciens et des orchestres l'incitent à créer un très grand nombre de dessins sur le sujet, à l'unité stylistique parfaite (mine graphite), qui l'amènent à éditer le recueil « Musiques», préfacé par son ami l’Abbé Jean Perrin. Il fait installer une presse pour pratiquer la gravure et il crée avec maîtrise un grand nombre de planches, à la pointe sèche; il pratique aussi parallèlement la lithographie.
Le 1er novembre 1985, il décède tragiquement dans son atelier de Dammartin-sur-Tigeaux.

## Principales réalisations
- Monument à Étienne Jodelle, La Houssaye-en-Brie
- Le Bon Berger Jehan-de-Brie, Jardins de la Préfecture de Melun
- Élévation Groupe scolaire de Melun
- Monument aux Morts de Crécy-la-Chapelle
- Christ Église de Pommeuse
- Saint Martin partageant son manteau Église de Faremoutiers
- Le Saint Fiacre, Église de Faremoutiers
- Sacré-Cœur, Église de Faremoutiers
- Christ, 1980, église Saint-Martin du Caoulet, Foulayronnes, Lot-et-Garonne